# ONCE
La ONCE, nota per alcune stagioni anche come Liberty Seguros, Würth e Astana, era una squadra maschile spagnola di ciclismo su strada, attiva tra i professionisti dal 1989 al 2006, quando si sciolse in seguito ai fatti dell'Operación Puerto. Come diretta erede nacque nel 2007 l'Astana, squadra finanziata da aziende del Kazakistan.

## Storia

### ONCE

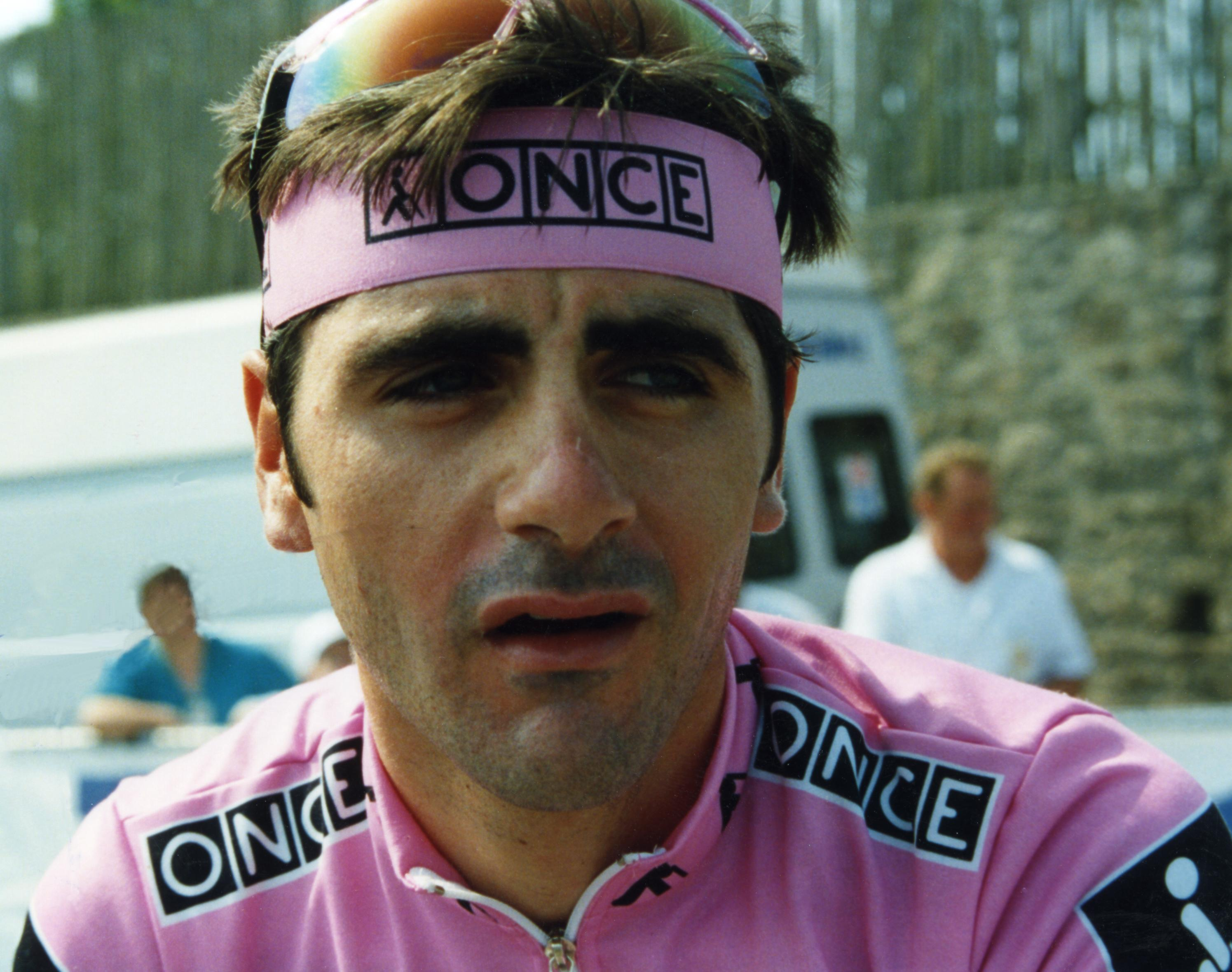
Laurent Jalabert, capitano della ONCE negli anni '90.

La squadra nacque nel 1989 con il nome di ONCE. Lo sponsor era quello di una lotteria spagnola che fa riferimento alla Organización Nacional de Ciegos Españoles ("Organizzazione Nazionale dei Ciechi di Spagna"). Guidata dallo storico manager Manolo Saiz, fu per lungo tempo una delle migliori squadre spagnole.
La squadra era nota per aver visto correre nelle sue file, durante gli anni novanta, corridori come Laurent Jalabert e Alex Zülle, entrambi vincitori di diverse classiche primaverili come la Parigi-Nizza, la Freccia Vallone e il Tour de Romandie, così come della Vuelta a España. La squadra fu così vincitrice della Vuelta negli anni 1995, 1996 e 1997.
La Vuelta 1995 venne vinta da Jalabert, che chiuse primo nelle tre principali classifiche – quella generale, quella a punti e quella di miglior scalatore. La ONCE vinse anche la classifica a squadre, piazzando Johan Bruyneel al terzo posto in classifica generale. La squadra si mise in luce più volte anche al Tour de France, vincendo diverse tappe con Jalabert e dominando praticamente ogni anno la cronosquadre.
Nel 1996 e nel 1997 fu invece Alex Zülle a vincere la Vuelta. L'anno dopo (1998) Zülle però lasciò la squadra. Nel 1999 venne messo sotto contratto il vincitore della Vuelta a España 1998 Abraham Olano. Nel 2001 il nuovo capitano divenne Joseba Beloki: lo spagnolo fu l'uomo di classifica della ONCE nei Tour de France 2001 (terzo posto finale), 2002 (secondo) e 2003 (ritirato), vinti in tutti e tre i casi da Lance Armstrong. Proprio nel 2003 Beloki si dovette ritirare a seguito di una caduta (con frattura del femore) nella tappa di Gap.
Al termine della stagione 2003 la ONCE decise di ritirare la sponsorizzazione avendo raggiunto i suoi obiettivi. Dopo la Vuelta 2003 (nella quale Nozal della ONCE giunse secondo), il general manager Manolo Saiz riuscì a trovare un nuovo sponsor, la compagnia statunitense di assicurazioni Liberty Seguros.

### Liberty Seguros
Con la nuova sponsorizzazione, la squadra prese parte alla stagione 2004. La maggior parte dei corridori della ONCE rimasero in squadra, inclusi Isidro Nozal e il veterano Igor González de Galdeano. Al fine di rendere la squadra competitiva nei grandi giri, venne messo sotto contratto Roberto Heras, ex gregario di Armstrong alla US Postal. Heras non si mise in luce al Tour 2004, ma riuscì a conquistare la Vuelta di quell'anno dopo una dura lotta con Santiago Pérez.
Nella stagione 2005 la squadra non fu in grado, nonostante la presenza di Heras e Beloki, di primeggiare al Tour; tuttavia Heras vinse nuovamente la Vuelta. Per la stagione 2006 venne annunciato l'ingaggio del forte corridore kazako Aleksandr Vinokurov, con il compito di capitanare la squadra al Tour. Insieme a Vinokourov arrivarono anche i forti gregari Andrej Kašečkin e Sergej Jakovlev. Il 25 novembre, però, lo stesso Heras venne licenziato dopo che un campione della sua urina era stato trovato positivo al test antidoping: risultava che il ciclista aveva fatto uso di EPO. A Heras venne tolto il titolo 2005 della Vuelta (sarebbe stato il quarto per lui, un record) e gli venne comminata una squalifica di due anni.

### L'Operación Puerto e l'arrivo dei kazaki

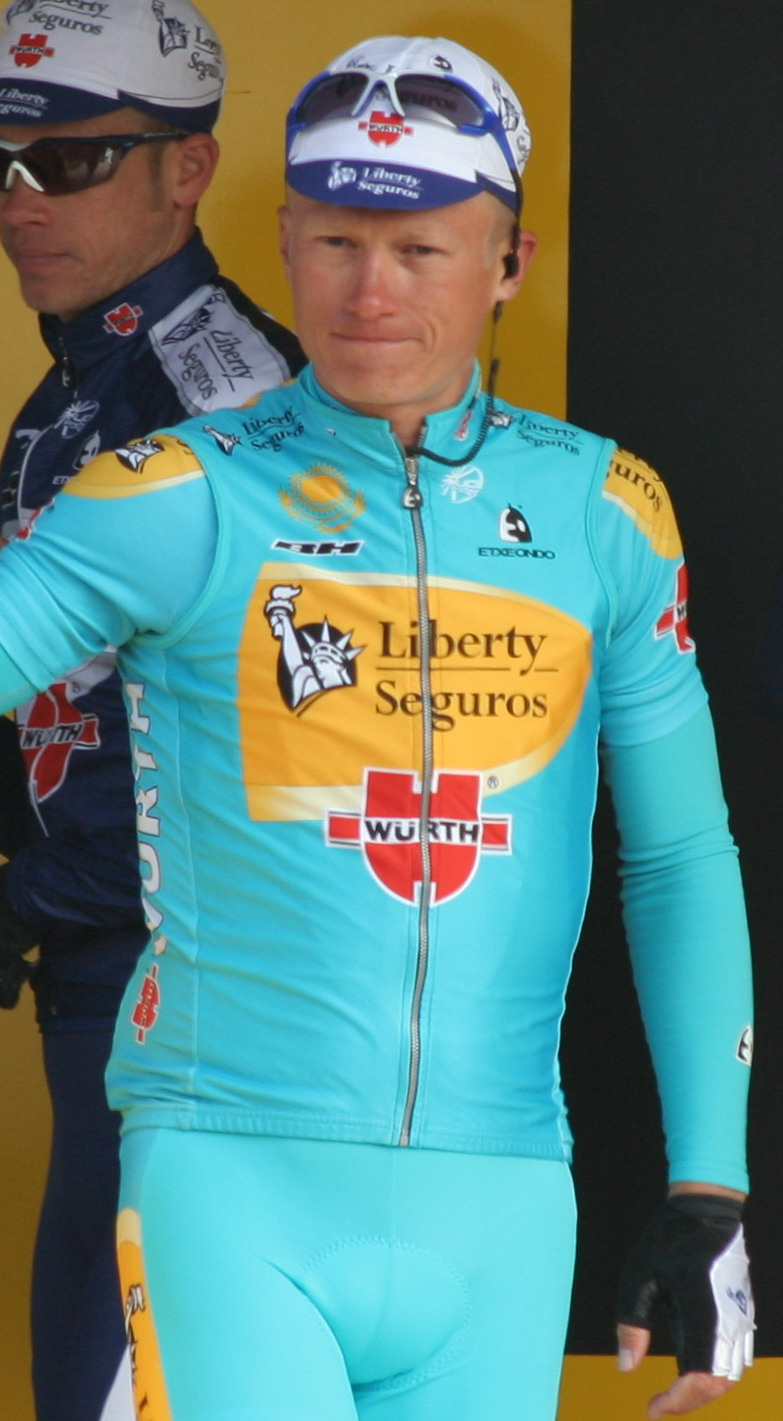
Vinokurov alla Liegi-Bastogne-Liegi 2006

Il 23 maggio 2006 Manolo Saiz e il medico della squadra Eufemiano Fuentes vennero arrestati dalle autorità spagnole con l'accusa di detenzione e somministrazione di prodotti dopanti: fu il culmine della cosiddetta Operación Puerto, inchiesta avviata già in febbraio dalla Guardia Civil. Solo due giorni dopo la società Liberty Seguros annunciò la cessazione del legame con l'Active Bay di Saiz e Paulo Antón, e la squadra divenne Würth Team. Immediata fu la mobilitazione del governo del Kazakistan per sostenere il team dell'idolo nazionale Aleksandr Vinokurov, e centrale fu il ruolo del primo ministro e presidente della Federciclismo Danial Achmetov, che riuscì a riunire in un consorzio di sponsorizzazione le cinque maggiori aziende estrattive (gas, petrolio, uranio) del paese. Il 2 giugno fu siglato un contratto triennale tra la società di Saiz e lo stesso consorzio, e il team assunse la denominazione "Astana-Würth".
Solo una settimana dopo Saiz si dimise dalla carica di general manager, restando però socio di maggioranza dell'Active Bay, e a farsi carico della guida tecnica in vista del Tour de France 2006 fu Marino Lejarreta. Ma, pur dopo l'ok della Commissione delle licenze del ProTour, che aveva ritenuto di non togliere la licenza al team, l'iscrizione alla Grande Boucle venne osteggiata dalla stessa ASO, organizzatrice della corsa francese, che chiese espressamente alla squadra di non presentarsi. L'Astana fece però ricorso al TAS di Losanna, il ricorso venne accolto, ma ciò nonostante l'iscrizione non avvenne per la mancanza del numero sufficiente di atleti, solo quattro (gli altri cinque erano stati espulsi perché coinvolti nell'Operación Puerto) tra cui Vinokurov; tutto questo proprio alla vigilia del via della corsa. E tre giorni dopo, il 3 luglio, anche la Würth lasciò il team.
Il ritorno alle gare ufficiali arrivò il 30 luglio, alla Vattenfall Cyclassics di Amburgo, dopo quasi un mese di inattività. In contemporanea l'Astana aveva lanciato un'offerta per acquistare la società di Saiz e Antón, ma questi avevano rifiutato la cessione, minacciando azioni legali nel caso il nuovo sponsor avesse deciso di non rispettare il contratto firmato a giugno e quindi di non finanziarli nella costruzione di un nuovo ProTeam. In agosto diciassette società ProTour si riunirono a Bruxelles per chiedere la "sospensione provvisoria ed immediata" del team dal circuito, ma ciò non avvenne; anzi il consiglio del ProTour decise di non prendere provvedimenti fino al termine della stagione e ammise la squadra alla Vuelta a España 2006. Quella Vuelta se l'aggiudicò proprio Aleksandr Vinokurov, capitano del team spagnolo-kazako; il compagno Andrej Kašečkin terminò terzo. In totale la squadra ottenne cinque successi di tappa, tre con Vinokurov, uno con Kašečkin e uno con Sérgio Paulinho.

### La querelle tra Saiz, Biver e l'UCI
Contemporaneamente i finanziatori kazaki erano al lavoro per la costruzione di una squadra completamente nuova, diretta sul piano tecnico dal belga Walter Godefroot e dagli italiani Adriano Baffi e Giovanni Fidanza e facente riferimento alla Zeus Cycling SàRL, società svizzera presieduta da Marc Biver, l'organizzatore del Tour de Suisse. Nell'ottobre del 2006 nacque così una sorta di "caso Active Bay". La società di Saiz e Antón era infatti in possesso della licenza ProTour per il 2007, aveva dalla sua un contratto firmato ai primi di giugno proprio con l'Astana, ma non era in grado di presentare un progetto economicamente valido all'Unione Ciclistica Internazionale senza il supporto degli sponsor kazaki; gli stessi kazaki avevano deciso di interrompere i legami con un tecnico in netto odor di doping, decidendo quindi di convogliare i finanziamenti sulla società di Biver, a sua volta però priva di licenza ProTour.
D'altro canto il problema era pure sul piano sportivo: diversi ciclisti erano sotto contratto con Saiz, mentre altri, i "nuovi acquisti", tra cui Paolo Savoldelli e Andreas Klöden, avevano firmato con Biver. Negli ultimi giorni di ottobre la situazione si fece ancora più complicata: la Commissione delle Licenze respinse la richiesta del consiglio ProTour di ritirare la licenza all'Active Bay, e l'UCI ratificò tale decisione adducendo come motivazione le scarse informazioni fornite dalle autorità spagnole in merito all'inchiesta doping. A metà novembre nulla era ancora deciso, e la situazione rimaneva in una fase di stallo.
Ai primi di dicembre peraltro la Ernst&Young, società incaricata, rilevò a Biver la mancanza di alcune garanzie bancarie, spingendo così l'UCI a negargli provvisoriamente la licenza; Pat McQuaid, presidente della federazione, fu più deciso, affermando che l'Astana di Biver non avrebbe ricevuto la licenza ProTour. Il 15 dicembre arrivò la prima decisione: il consiglio ProTour, su proposta del presidente Vittorio Adorni, ritirò la licenza all'Active Bay di Saiz, rinviando però la decisione su Biver. Quattro giorni dopo fu la Commissione delle Licenze a sciogliere l'ultima riserva dopo approfondito esame dei documenti, permettendo alla squadra svizzero-kazaka, con un contratto quadriennale, di divenire la ventesima piazza ciclistica nel ProTour. Nasceva il nuovo Astana Team.

## Cronologia

### Annuario
| Anno | Codice  | Nome | Cat. | Biciclette | Dirigenza |
| ---- | ------- | --- | ---- | ---------- | --- |
| 1989 | ONC     | O.N.C.E. | Pro  | Look       | Dir. sportivi: Pablo Antón, Manuel Saiz |
| 1990 | ONC     | O.N.C.E. | Pro  | Look       | Dir. sportivi: Pablo Antón, Manuel Saiz, Santiago García |
| 1991 | ONC     | O.N.C.E. | Pro  | Look       | Dir. sportivi: Pablo Antón, Manuel Saiz, Santiago García |
| 1992 | ONC     | O.N.C.E. | Pro  | Look       | Dir. sportivi: Pablo Antón, Manuel Saiz, Santiago García |
| 1993 | ONC     | O.N.C.E. | Pro  | Look       | Dir. sportivi: Pablo Antón, Manuel Saiz, Santiago García |
| 1994 | ONC     | O.N.C.E. | -    | Look       | Dir. sportivi: Pablo Antón, Manuel Saiz, Santiago García |
| 1995 | ONC     | O.N.C.E. | -    | Look       | Manager: Pablo Antón Dir. sportivi: Manuel Saiz, Santiago García, Marino Lejarreta, Sebastián Pozo                                                                    |
| 1996 | ONC     | O.N.C.E. | GSI  | Look       | Manager: Pablo Antón Dir. sportivi: Manuel Saiz, Santiago García |
| 1997 | ONC     | O.N.C.E. | GSI  | Look       | Manager: Pablo Antón Dir. sportivi: Manuel Saiz, Santiago García |
| 1998 | ONC     | O.N.C.E.-Deutsche Bank | GSI  | Giant      | Manager: Pablo Antón Dir. sportivi: Manuel Saiz, Santiago García, Sebastián Pozo                                                                                      |
| 1999 | ONC     | O.N.C.E.-Deutsche Bank | GSI  | Giant      | Manager: Pablo Antón Dir. sportivi: Manuel Saiz, Santiago García, Sebastián Pozo                                                                                      |
| 2000 | ONC     | O.N.C.E.-Deutsche Bank | GSI  | Giant      | Manager: Pablo Antón Dir. sportivi: Manuel Saiz, Marino Lejarreta, Santiago García, Sebastián Pozo                                                                    |
| 2001 | ONC ONE | O.N.C.E. (fino all'11 maggio) O.N.C.E.-Eroski (dal 12 maggio)                                                                                              | GSI  | Giant      | Manager: Pablo Antón Dir. sportivi: Manuel Saiz, Marino Lejarreta, Santiago García, Sebastián Pozo                                                                    |
| 2002 | ONE     | O.N.C.E.-Eroski | GSI  | Giant      | Manager: Pablo Antón Dir. sportivi: Manuel Saiz, Marino Lejarreta, Santiago García, Sebastián Pozo                                                                    |
| 2003 | ONE     | O.N.C.E.-Eroski | GSI  | Giant      | Manager: Pablo Antón Dir. sportivi: Manuel Saiz, Marino Lejarreta, Santiago García, Sebastián Pozo                                                                    |
| 2004 | LST     | Liberty Seguros | GSI  | Giant      | Manager: Pablo Antón Dir. sportivi: Manuel Saiz, Herminio Díaz, Marino Lejarreta, Santiago García, Sebastián Pozo                                                     |
| 2005 | LSW     | Liberty Seguros-Würth Team | PT   | BH Bikes   | Manager: Pablo Antón Dir. sportivi: Manuel Saiz, Herminio Díaz, Juan González Bengoechea, Alberto Leanizbarrutia, Marino Lejarreta                                    |
| 2006 | LSW     | Liberty Seguros-Würth Team (fino al 24 maggio) Würth Team (dal 25 maggio al 21 giugno) Astana-Würth Team (dal 22 giugno al 3 luglio) Astana (dal 4 luglio) | PT   | BH Bikes   | Manager: Pablo Antón Dir. sportivi: Manuel Saiz (fino al 21 giugno), Herminio Díaz, Juan González Bengoechea, Alberto Leanizbarrutia, Marino Lejarreta, Neil Stephens |

### Classifiche UCI
| Anno | Class.  | Pos. | Migliore cl. individuale |
| ---- | ------- | ---- | ------------------------ |
| 1995 | -       | 1º   | Laurent Jalabert (1º)    |
| 1996 | -       | 2º   | Laurent Jalabert (1º)    |
| 1997 | -       | 2º   | Laurent Jalabert (1º)    |
| 1998 | -       | 8º   | Laurent Jalabert (2º)    |
| 1999 | GSI     | 3º   | Laurent Jalabert (1º)    |
| 2000 | GSI     | 8º   | Laurent Jalabert (8º)    |
| 2001 | GSI     | 8º   | Joseba Beloki (13º)      |
| 2002 | GSI     | 7º   | Joseba Beloki (12º)      |
| 2003 | GSI     | 9º   | Isidro Nozal (17º)       |
| 2004 | GSI     | 12º  | Roberto Heras (17º)      |
| 2005 | ProTour | 5º   | Roberto Heras (18º)      |
| 2006 | ProTour | 10º  | Andrej Kašečkin (5º)     |

## Palmarès

### Grandi Giri
- Giro d'Italia

Partecipazioni: 8 (1990, 1991, 1992, 1995, 1999, 2001, 2005, 2006)
Vittorie di tappa: 8
1990: 1 (Eduardo Chozas)
1991: 2 (Marino Lejarreta, Eduardo Chozas)
1995: 1 (Oliverio Rincón)
1999: 3 (3 Laurent Jalabert)
2005: 1 (Koldo Gil)
Vittorie finali: 0
Altre classifiche: 3
1990: Squadre a punti
1999: Punti (Laurent Jalabert), Azzurri d'Italia (Laurent Jalabert)
- Tour de France

Partecipazioni: 16 (1990, 1991, 1992, 1993, 1994, 1995, 1996, 1997, 1998, 1999, 2000, 2001, 2002, 2003, 2004, 2005)
Vittorie di tappa: 13
1990: 2 (Eduardo Chozas, Marino Lejarreta)
1992: 1 (Laurent Jalabert)
1993: 1 (Johan Bruyneel)
1995: 3 (Bruyneel, Zülle, Jalabert)
1996: 1 (Alex Zülle)
1999: 2 (2 David Etxebarria)
2000: 1 (cronosquadre)
2002: 1 (cronosquadre)
2005: 1 (Marcos Serrano)
Vittorie finali: 0
Altre classifiche: 4
1990: Combattività (Eduardo Chozas)
1992: Punti (Laurent Jalabert)
1995: Punti (Laurent Jalabert), Squadre a tempo
- Vuelta a España

Partecipazioni: 18 (1989, 1990, 1991, 1992, 1993, 1994, 1995, 1996, 1997, 1998, 1999, 2000, 2001, 2002, 2003, 2004, 2005, 2006)
Vittorie di tappa: 51
1989: 1 (Herminio Díaz Zabala)
1990: 2 (2 Pello Ruiz Cabestany)
1991: 4 (cron. a tre, cronosquadre, 2 Mauri)
1992: 1 (Johan Bruyneel)
1993: 5 (3 Zülle, 2 Jalabert)
1994: 7 (7 Jalabert)
1995: 6 (5 Jalabert, Zülle)
1996: 4 (2 Jalabert, Zülle, Rincón)
1997: 4 (2 Jalabert, Zülle, Mauri)
1999: 1 (Abraham Olano)
2000: 2 (Abraham Olano, Santos González)
2001: 1 (Igor González de Galdeano)
2002: 1 (cronosquadre)
2003: 4 (cronosquadre, 2 Nozal, Rodríguez)
2004: 1 (Roberto Heras)
2005: 2 (2 Roberto Heras)
2006: 5 (3 Vinokurov, Paulinho, Kašečkin)
Vittorie finali: 6
1991 (Melchor Mauri)
1995 (Laurent Jalabert)
1996 (Alex Zülle)
1997 (Alex Zülle)
2004 (Roberto Heras)
2006 (Aleksandr Vinokurov
Altre classifiche: 11
1990: Squadre
1991: Squadre
1994: Punti (Laurent Jalabert)
1995: Squadre, Scalatori (Jalabert), Punti (Jalabert)
1996: Punti (Laurent Jalabert)
1997: Punti (Laurent Jalabert)
2000: Scalatori (Carlos Sastre)
2004: Combinata (Roberto Heras)
2006: Combinata (Aleksandr Vinokurov)

### Classiche monumento
- Milano-Sanremo: 2

1995, 1997 (Laurent Jalabert)

### Campionati nazionali
- Campionati australiani: 1

In linea: 1994 (Neil Stephens)
- Campionati francesi: 1

In linea: 1998 (Laurent Jalabert)
- Campionati kazaki: 1

In linea: 2006 (Andrej Kašečkin)
- Campionati olandesi: 2

In linea: 1993 (Erik Breukink)
Cronometro: 1995 (Erik Breukink)
- Campionati portoghesi: 1

Cronometro: 2001 (José Azevedo)
- Campionati spagnoli: 6

In linea: 2001 (José Iván Gutiérrez)
Cronometro: 1995 (Melchor Mauri); 1999, 2001 (Santos González); 2000 (José Iván Gutiérrez); 2002 (Igor González de Galdeano)